# Stenoloba clara
Stenoloba clara là một loài bướm đêm trong họ Noctuidae.